# Thomas M. Reynolds

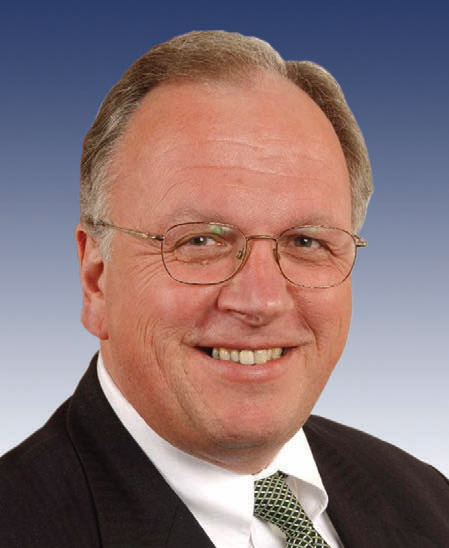
Thomas M. Reynolds

Thomas M. Reynolds, född 3 september 1950 i Bellefonte, Pennsylvania, är en amerikansk republikansk politiker. Han var ledamot av USA:s representanthus 1999-2009.
Reynolds studerade vid Kent State University och tjänstgjorde sedan 1970-1976 i nationalgardet i delstaten New York. Han var ledamot av New York State Assembly, underhuset i delstatens lagstiftande församling, 1988-1998.
Kongressledamoten Bill Paxon kandiderade inte till omval i kongressvalet 1998. Reynolds vann valet och efterträdde Paxon i representanthuset i januari 1999. Han omvaldes fyra gånger.